# Xu Zhi
En aquest nom xinès, el cognom és Xu.
Xu Zhi (mort el 254 EC) va ser un general militar de Cao Wei durant el període dels Tres Regnes de la història xinesa.

## Biografia
En el 254, Xu va participar en la batalla contra l'exèrcit invasor de l'estat rival de Shu Han, el qual era dirigit per Jiang Wei. Es va enfrontar a les forces de Jiang Wei a Nan'an (南安) com a part de la defensa local. Durant la consegüent batalla, ell va derrotar els generals de Shu Han Liao Hua i Zhang Yi (張翼) i va matar a Zhang Yi (張嶷). Això no obstant, la desesperada lluita de Zhang Yi també infligí un dany devastador sobre l'exèrcit de Xu, per la qual cosa aquest es va veure obligat a retirar-se i a esperar reforços. Les forces de Shu així doncs es van afermar a la regió de Xiangwu i les batalles es foren succeint de manera intermitent fins que Jiang finalment va patir una derrota catastròfica a mans de Deng Ai. A diferència del que representa la novel·la, el Romanç dels Tres Regnes, està registrat que Xu va resistir-hi a Jiang Wei, i suposadament va expulsar de la zona a aquest últim juntament amb els reforços, en comptes de ser mort per les forces invasores.

## En la ficció
En la novel·la històrica del Romanç dels Tres Regnes de Luo Guanzhong, Xu es va oferir voluntari per enfrontar-se a l'exèrcit de Jiang Wei i va ser nomenat general de l'avantguarda. Els dos exèrcits es van topar-hi a Dongting (董亭) i es van endinsar respectives en les seves formacions. Xu carregà fora de la formació de Cao Wei i es va batre a duel amb el general de Shu Han Liao Hua. Poc després, Liao es va aprofitar d'una feta d'acció i es va retirar. Zhang Yi (張翼) continuà el duel contra Xu, però es va veure obligat a retirar-se després d'unes quantes rondes. Xu llavors va conduir a les seves tropes en una càrrega i va derrotar a l'enemic.
Més tard, Xu Zhi va veure's atrapat a un atac sorpresa dirigit per Liao Hua i Zhang Yi. Malgrat que la seva força va ser anihilada, Xu n'aconseguí escapar amb vida; encara que ell finalment va caure en una emboscada dirigida per Jiang Wei, on va ser assassinat.

## Anotacions
1. ↑  (軍前與魏將徐質交鋒,,嶷臨陣隕身,,然其所殺傷亦過倍). SGZ. Biografia de Zhang Yi.
2. ↑  (汉晋春秋曰：是时姜维亦出围狄道...姜维闻淮进兵，军食少，乃退屯陇西界。)Annals Primaveres i Tardors de les Dinasties Han i Jin.
3. ↑  (進圍襄武，與魏將徐質交鋒，斬首破敵，魏軍敗退...維為魏大將鄧艾所破於段谷，星散流離，死者甚眾。) SGZ. Biografia de Jiang Wei.